# Eduard Nikolajewitsch Uspenski

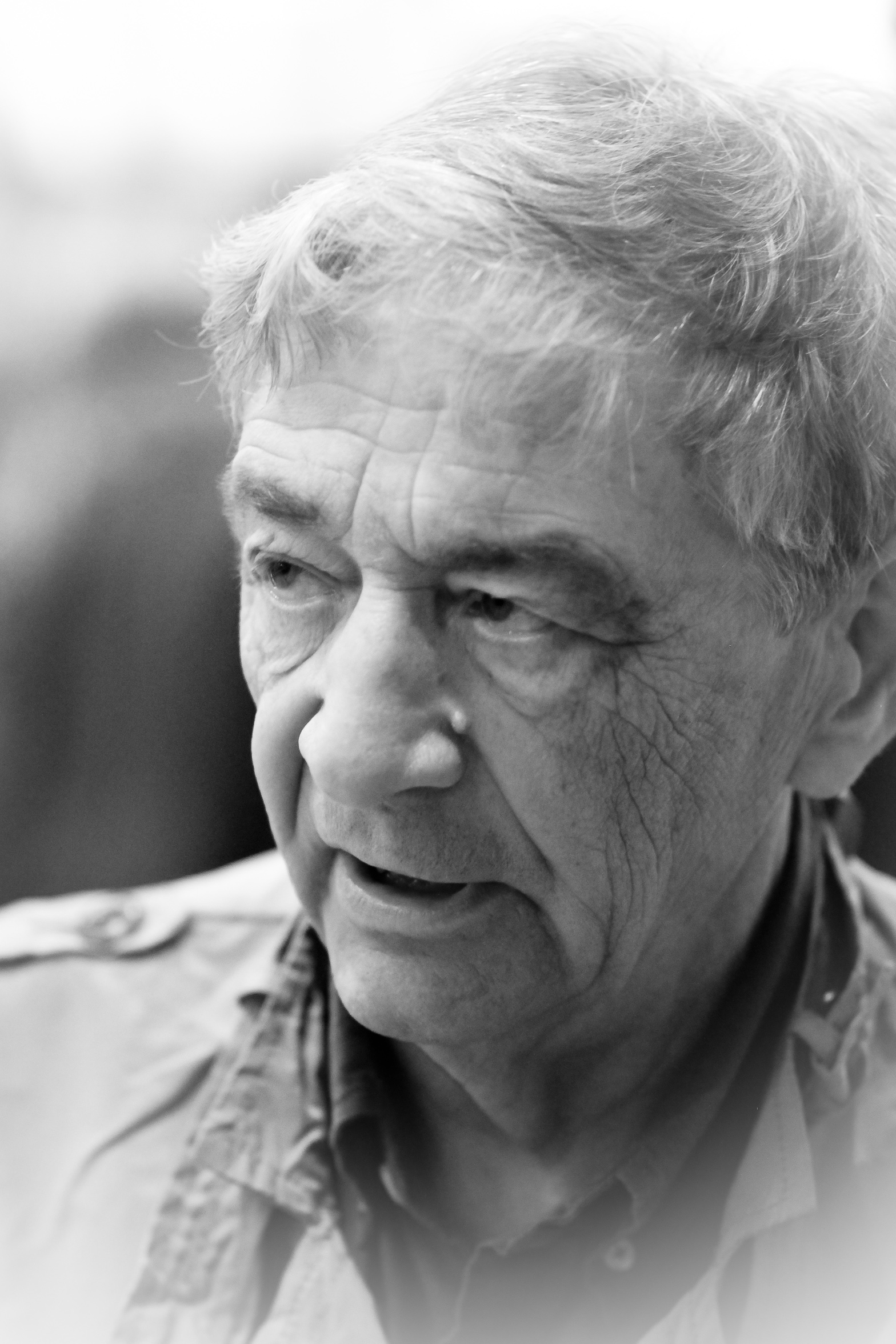
Eduard Uspenski (2011)

Eduard Nikolajewitsch Uspenski (russisch Эдуард Николаевич Успенский; * 22. Dezember 1937 in Jegorjewsk, Oblast Moskau; † 14. August 2018 in Moskau) war ein sowjetischer und russischer Kinderbuch- und Drehbuchautor. Er hat unter anderem international bekannte Figuren wie Tscheburaschka und Krokodil Gena geschaffen.

## Biografie
Nach dem Schulabschluss begann Uspenski ein Ingenieurstudium am Moskauer Luftfahrtinstitut. Dieses schloss er im Jahr 1961 ab. Bereits zu Studienzeiten fing er an, als Autor tätig zu werden. Ursprünglich veröffentlichte Uspenski vor allem Drehbücher für Zeichentrickfilme sowie humoristische Werke, letztere teilweise in Zusammenarbeit mit dem bekannten Satiriker Arkadi Arkanow. Etwas später schrieb Uspenski mehrere Kindergedichte, die unter anderem in der renommierten Kulturzeitschrift Literaturnaja gaseta veröffentlicht wurden.
1966 veröffentlichte Uspenski mit Krokodil Gena und seine Freunde sein erstes größeres Kinderbuch, das von den Freunden Krokodil Gena und Tscheburaschka handelt und bis heute auch zu seinen erfolgreichsten Werken zählt. In den nächsten Jahren folgten mehrere Fortsetzungen der Geschichte, darunter Kinder-Theaterstücke wie Tscheburaschka und seine Freunde (1970) oder Krokodil Gena im Urlaub (1974). Einen Großteil des Werkes von Uspenski nehmen jedoch Drehbücher zu Zeichentrickfilmen ein, darunter mehrere Tscheburaschka-Filme wie Krokodil Gena (1969) oder Tscheburaschka geht zur Schule (1983).
In den 1980er-Jahren schrieb er auch eine neue Reihe von Kinderbüchern, die in einer Zeichentrickfilmserie unter dem Namen Prostokwaschino-Trilogie verfilmt wurden. Auch diese Reihe zählt zu seinen bekanntesten Werken. Bis in die 1990er Jahre hinein schrieb Uspenski insgesamt über 60 Drehbücher – die meisten davon zu Zeichentrickfilmen, aber auch zu zwei Spielfilmen. Außerdem schuf er mehrere erfolgreiche Kinder-Fernsehsendungen. Einige seiner Kinderbücher, darunter Krokodil Gena und seine Freunde, wurden in bis zu 25 Sprachen übersetzt.
Uspenski lebte in Moskau. Er betrieb einen eigenen Buchverlag und war außerdem Vorstandsmitglied der politischen Partei Bürgerkraft.
Der Autor starb an den Folgen eines Krebsleidens 2018 in Putschkowo, Verwaltungsbezirk Troizk (Moskau).

## Werke (Auswahl)

### Animationsfilme
- Krokodil Gena (Крокодил Гена, 1969)
- Tscheburaschka (Чебурашка, 1971)
- Chapeau Claque (Шапокляк, 1974)
- Die drei aus Prostokwaschino (Трое из Простоквашино, 1978)
- Ferien in Prostokwaschino (Каникулы в Простоквашино, 1980)
- Baba Jaga ist dagegen! (Баба-Яга против!, 1980)
- Winter in Prostokwaschino (Зима в Простоквашино, 1984)

## Auszeichnungen
- 2015 Lew-Kopelew-Preis für sein Engagement für Frieden und Menschenrechte[4]